# Puente de Barcas (Aranjuez)
Die Puente de Barcas (spanisch Schiffbrücke) ist die wichtigste Straßenbrücke über den Tajo in Aranjuez in Spanien. Sie führt die von Norden kommende Carretera de Madrid über den Fluss zum Plaza de Rusiñol unmittelbar am Jardin del Parterre (Gartenparterre) vor dem Palacio Real.

## Name
Der Name geht auf die ursprüngliche Schiffbrücke zurück, der auch für die verschiedenen Nachfolger am selben Ort beibehalten wurde.

## Geschichte

### Ursprüngliche Schiffbrücken
Auf dem Weg von Madrid bestand die Zufahrt zu der königlichen Sommerresidenz anfänglich aus Alleen und zwei hölzernen Brücken über den Tajo und seinen Seitenarm. Diese Zufahrt war allerdings den Mitgliedern des Hofes und ausländischen Gesandten vorbehalten. Da es am Ort außerhalb der Residenz nur wenige Häuser und keine Übernachtungsmöglichkeiten gab, störte das kaum.
Erst 1656 ließ Philipp IV. eine Schiffbrücke außerhalb der königlichen Gärten für die allgemeine Benutzung einrichten. Sie stand nahe der kleinen Holzbrücke, die Don Gonzalo Chacon für seine Wassermühle am rechten Ufer des Flusses gebaut hatte. Ihre Fahrbahn war rund 35 m lang und 7 m breit und lag auf vier Schiffen. Später änderte Juan de Villanueve sie in eine Brücke mit drei Schiffen, die außerdem eiserne Geländer hatte. Ihr Unterhalt war teuer, da die Schiffe regelmäßig erneuert werden musste. Man wollte aber keine feste Brücke bauen, da ihr großer Bogen den Blick aus dem Palast gestört hätte.

### Bogenbrücke
Gegen Ende des 18. Jahrhunderts wurde dann doch eine Brücke gebaut, die den Fluss mit drei Bögen überquerte. Ihre Fahrbahn stieg zur Mitte hin relativ steil an, was für Kutschen nicht einfach war. Die enge Durchfahrt zwischen den beiden Pfeilern war für die königliche Prunkbarkasse nur mit Vorsicht möglich. Sie wurde 1810 von englischen Truppen zerstört und durch ein Provisorium ersetzt.

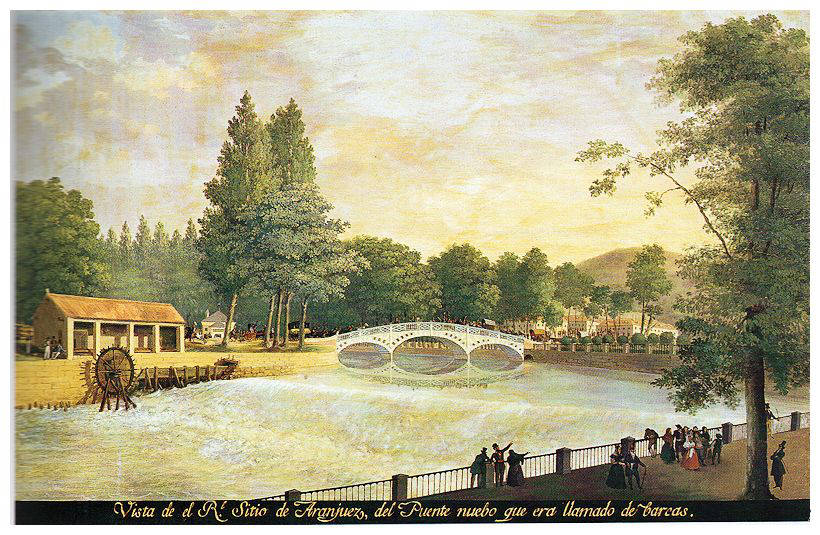
Vista del Puente nuevo que era llmado de Barcas (Ansicht der Puente de Barcas genannten neuen Brücke) von Fernando Brambilla (1763–1834)
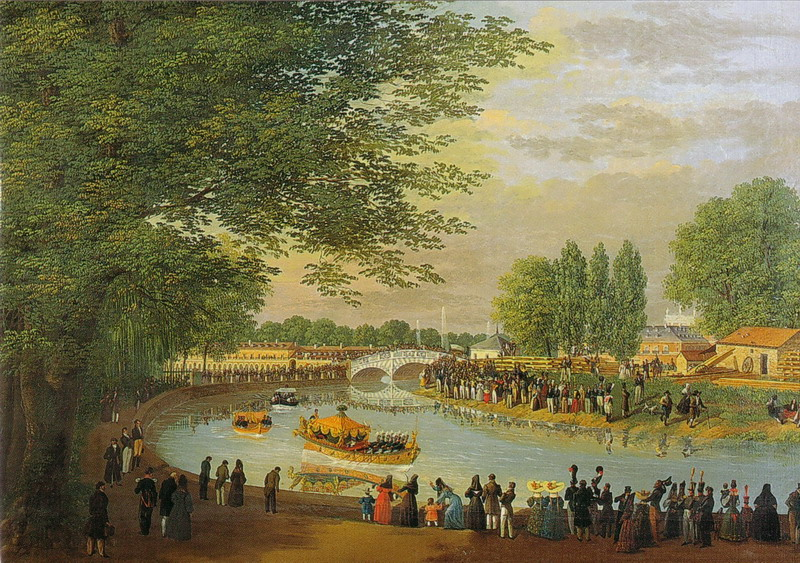
Vista del puente llamado de barcas y de la Falúa Real (Ansicht der Puente de Barcas und der königlichen Barkasse) von Fernando Brambilla

### Puente Colgado
Zwischen 1819 und 1834 errichtete Pedro Miranda die Puente Colgado, eine der ersten Kettenbrücken (spanisch puente colgante) in Spanien und die erste für den Kutschenverkehr. Der Ausdruck Puente Colgado wurde im 19. Jahrhundert zur üblichen Bezeichnung von Ketten- und Hängebrücken. In Aranjuez ging er anscheinend auf die Puente Colgado zurück, eine Hängesprengwerkbrücke, die Ende des 18. Jahrhunderts eine frühere Brücke zur Jardin de la Isla ersetzte (an der Stelle der heutigen Puente de enmedio).
Sie hatte eine ebene, das Straßenniveau fortsetzende Fahrbahn, die von den Kutschen ungehindert befahren werden konnte. Mit einer Spannweite von 35 m benötigte sie keine Pfeiler im Fluss. Sie hatte je drei schmiedeeiserne Ketten, an denen die Fahrbahn mit eisernen Hängern befestigt war, und vier große Türme aus Steinmauerwerk, die mit großen Statuen verziert waren.

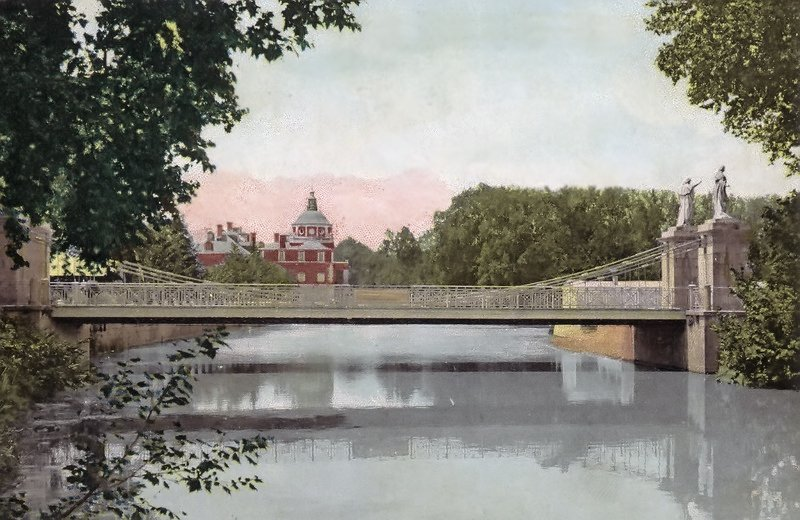
Puente Colgado
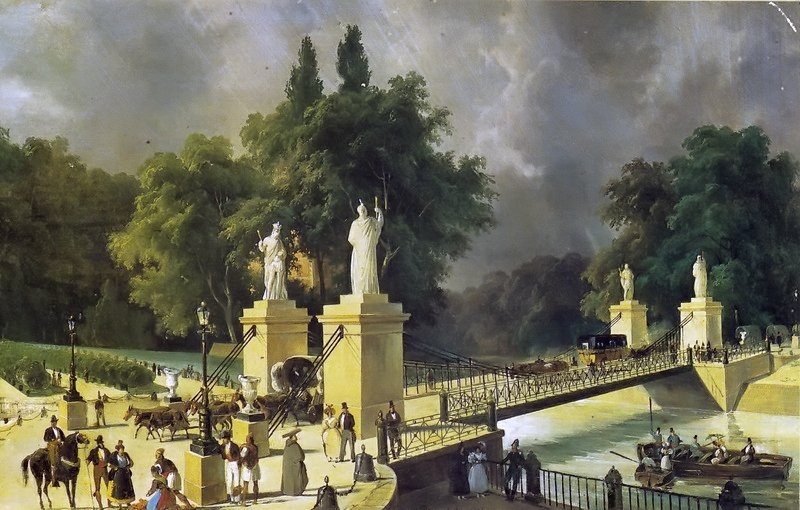
Puente Colgado

### Stahlbogenbrücke
1930 wurde die Puente Colgado durch eine stählerne Bogenbrücke mit einer breiteren Fahrbahn ersetzt.

## Gegenwärtige Brücke
1968 erforderte die Zunahme des Verkehrs einen Neubau. Die gegenwärtige Brücke hat vier Fahrspuren und beidseitige Gehwege, wobei der auf der dem Palaste zugewandten Seite 6 m breit ist. Die Brücke ist eine Plattenbalkenbrücke aus Stahlbeton.